# Merrillville
Merrillville és una població dels Estats Units a l'estat d'Indiana. Segons el cens del 2000 tenia 30.560 habitants.

## Demografia
Segons el cens del 2000, Merrillville tenia 30.560 habitants, 11.678 habitatges, i 8.127 famílies. La densitat de població era de 354,5 habitants/km².
Dels 11.678 habitatges en un 32,2% hi vivien nens de menys de 18 anys, en un 52,9% hi vivien parelles casades, en un 12,6% dones solteres, i en un 30,4% no eren unitats familiars. En el 26,1% dels habitatges hi vivien persones soles l'11,8% de les quals corresponia a persones de 65 anys o més que vivien soles. El nombre mitjà de persones vivint en cada habitatge era de 2,57 i el nombre mitjà de persones que vivien en cada família era de 3,12.
Per edats la població es repartia de la següent manera: un 24,6% tenia menys de 18 anys, un 8,7% entre 18 i 24, un 29,4% entre 25 i 44, un 22,2% de 45 a 60 i un 15,1% 65 anys o més.
L'edat mediana era de 37 anys. Per cada 100 dones de 18 o més anys hi havia 86,7 homes.
La renda mediana per habitatge era de 49.545$ i la renda mediana per família de 56.355$. Els homes tenien una renda mediana de 41.820$ mentre que les dones 29.005$. La renda per capita de la població era de 22.293$. Entorn del 2,6% de les famílies i el 4,3% de la població estaven per davall del llindar de pobresa.

## Poblacions més properes
El següent diagrama mostra les poblacions més properes.